# Estação Quarry Bay

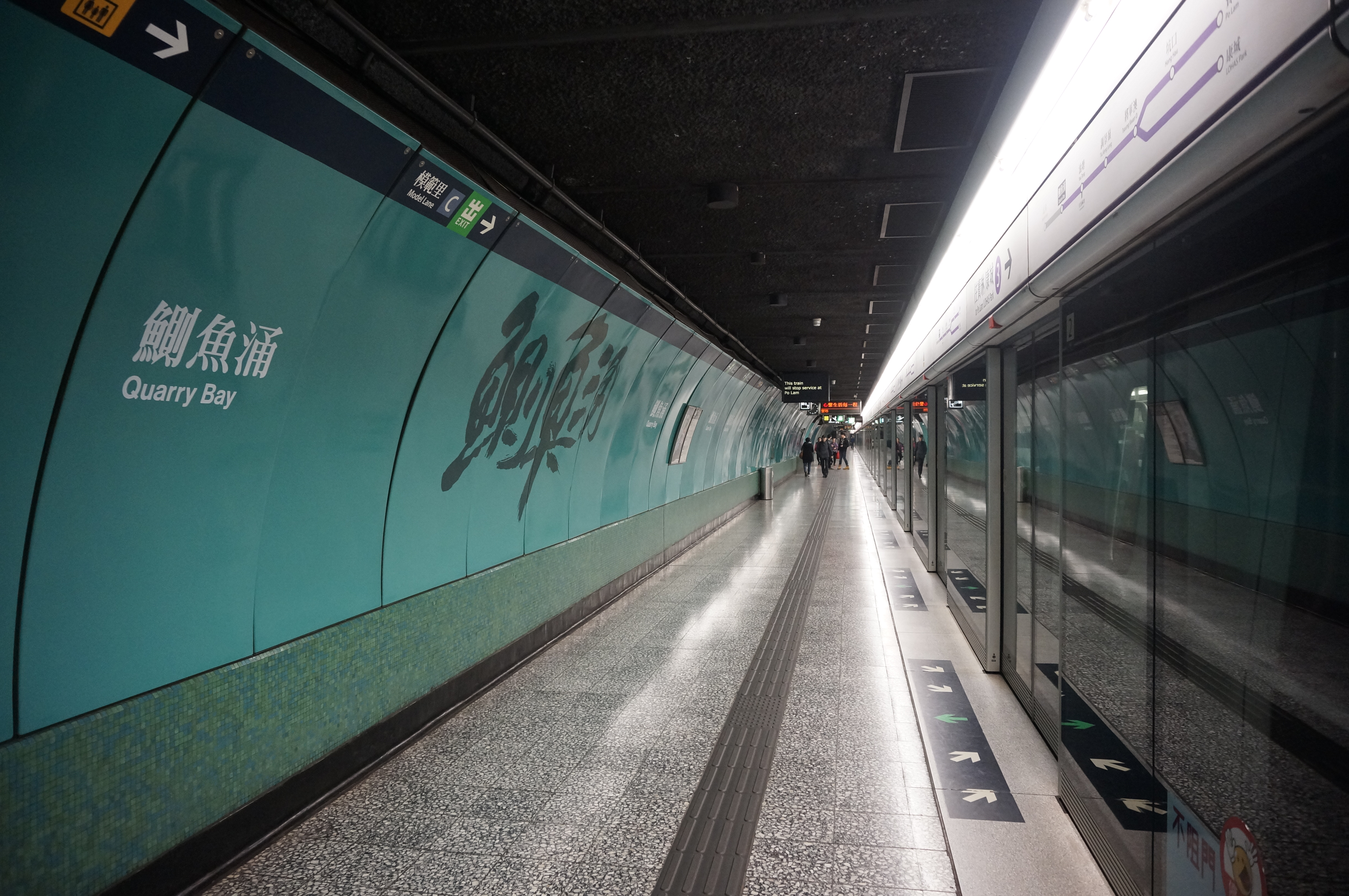

Quarry Bay (chinês tradicional: 鰂魚涌) é uma estação na Island Line e na Tseung Kwan do MTR em Quarry Bay na ilha de Hong Kong. A pintura da estação é verde-azulado.

## Localização
Como todas as estações da linha Island, Quarry Bay está localizada na costa norte da Ilha de Hong Kong. As plataformas 1 e 2 são construídas sob a King's Road to Pak Fuk Road. As plataformas 3 e 4 são construídas abaixo da King's Road, ao sul do Model Housing Estate.

## História
Durante a construção da estação de Quarry Bay, com as duas plataformas iniciais, foram escavados 70 000 metros cúbicos de rocha e lançados 28 000 metros cúbicos de concreto. A estação foi inaugurada como parte da primeira fase da linha Island em 31 de maio de 1985. A estação foi ampliada em 1989 com a adição das plataformas 3 e 4, que serviram como término da linha Kwun Tong na abertura da Eastern Harbour Crossing.